# 5236 Yoko
5236 Yoko eller 1990 TG3 är en asteroid i huvudbältet som upptäcktes den 10 oktober 1990 av de båda japanska astronomerna Toshimasa Furuta och Yoshikane Mizuno vid Kani-observatoriet. Den är uppkallad efter Yoko Huruta, fru till en av upptäckarna.
Asteroiden har en diameter på ungefär 8 kilometer.